# Östergötlands runinskrifter 48
Runinskrift Ög 48 är en runsten som jämte Ög 46 och Ög 47 står på Ströbo äng i Herrstaberg. Samtliga stenar är placerade utmed Koppargatan och Vilhelmsbergsbäcken i norra Norrköping, Kvillinge socken och Norrköpings kommun, Bråbo härad i Östergötland. 

## Brostenar
De tre stenarna upptäcktes på 1800-talet och låg då omkullfallna intill den gamla landsvägsbron Stenbro, femtio meter sydost om deras nuvarande placeringar vid Koppargatan, en del av gamla landsvägen dit de flyttades 1946. Ortnamnet Stenbro har sannolikt tillkommit efter dessa runstenar som under vikingatiden och senare markerade en bro. 
Medan både Ög 46 och Ög 47 har runinskrifter, är Ög 48 endast försett med ett stort, kristet kors. Stenen har av runforskaren Erik Brate tolkats höra ihop med Ög 47, kanske för att korset glömdes eller inte fick plats på denna första, runristade sten.
Stenarna flyttades i december 2015.